# Buzara infractafinis
Buzara infractafinis là một loài bướm đêm thuộc họ Erebidae. Loài này có ở Úc.
Ấu trùng ăn các loài Breynia.